# Charlotte Dyremose
Charlotte Dyremose, née le 9 octobre 1977 à Copenhague (Danemark), est une femme politique danoise, membre du Parti populaire conservateur.

## Biographie
Charlotte Dyremose suit des études de sciences politiques à l'université de Copenhague, où elle obtient une licence en 2000. Elle travaille ensuite quelques mois comme stagiaire pour le service de presse du Parti populaire conservateur, avant de devenir collaboratrice de la députée conservatrice Pernille Sams.
Elle est élue au Folketing pour la première fois lors des élections législatives de novembre 2001. Elle est pendant son premier mandat la porte-parole de son groupe parlemetaire pour les affaires sociales.
Elle est réélue lors des élections législatives de février 2005 et de novembre 2007,.
Candidate à un quatrième mandat lors des élections législatives de septembre 2011, elle échoue à être réélue alors que le Parti populaire conservateur enregistre le pire résultat de son histoire, et devient première suppléante de son parti dans sa circonscription. Elle déclare alors en novembre ne pas avoir l'intention de briguer de nouveau un siège lors des élections suivantes.
En novembre 2013, Benedikte Kiær, députée conservatrice de la circonscription, est élue maire d'Elseneur et choisit de quitter le Folketing pour se consacrer à son mandat municipal. En tant que première suppléante, c'est Dyremose qui reprend son siège. Elle confirme alors ne pas vouloir se représenter lors des élections suivantes, ce qui pousse la branche de jeunesse du Parti populaire conservateur à appeler à ce qu'elle rennonce à siéger jusqu'à la fin de la législature pour céder sa place à un futur candidat. Elle redevient officiellement députée le 1er janvier 2014, et devient la porte-parole de son groupe parlementaire pour le logement, les affaires ecclésiastiques, l'agriculture, l'égalité des genres, l'environnement et la recherche.
Après son départ du Folketing suite aux élections de juin 2015, elle commence des études de théologie à l'issue desquelles elle devient prêtre en 2019, d'abord à Slagslunde-Ganløse, puis dans sa ville natale de Virum à partir de 2025.